# 小林よしみ
小林 よしみ（こばやし よしみ、1991年1月7日 - ）は、日本のプロボウラー。栃木県出身。2010年プロ入り（JPBA第43期）No.470。身長156 cm、体重48 kg。右投げ。ラウンドワン所属（2022年3月15日まで）を経て現在はイリスボウル所属。永久A級ライセンス保持者。BS日テレで放送中の『ボウリング革命 P★League』でも活躍している。Pリーグでのキャッチフレーズは「クールな勝負師!」。同じくプロボウラーの小林あゆみは姉。小林龍一は弟。小林哲也は夫。

## 来歴

### ボウリングを始めたきっかけ
小学校5年生の時、家族でボウリング場に行った際にセンターのスタッフの方に声をかけてもらったことがきっかけ。そこで教えてもらう楽しさを知り、家族みんなでボウリングを始めるようになった。

### 学生時代
高校1年の時から、兵庫国体、秋田国体、大分国体、新潟国体と次々に出場。兵庫、秋田では姉のあゆみと組み、団体戦（ダブルス）で準優勝する。大分国体では、個人戦・団体戦共に準優勝。

### プロ合格〜現在
- 師匠はプロボウラーの杉本勝子。

- 2011年7月中旬まで宇都宮ゴールドレーンに所属していたが、同年7月にアイビーボウル向島と契約した。ちなみに、姉のあゆみも同時期に活動拠点を東京に移し現在はトミコシ高島平ボウルに所属している。

- 2013年6月16日より、株式会社ラウンドワンに移籍[2][3]。全国のラウンドワン各店舗を巡り、プロチャレンジを行っていた。[4]

- 2020年12月17日　HANDACUP第52回全日本女子プロボウリング選手権大会にて念願のプロ初優勝を飾り、同時に永久A級ライセンス獲得となった。

- 2022年3月15日　約8年半所属していたラウンドワンを退社。しばらくフリーで活動した後2024年から夫の哲也と共にイリスボウル所属プロになった。

- YouTubeチャンネルKobaTV【ボウリング大学】を夫の小林哲也と立ち上げ上達のためのレッスンや練習方法などを解説し配信している。

## 人物

### プレイスタイル
高校時代に理系だったことで数学が得意科目であった為、理論的なボウリングが自身のYouTube動画でも感じ取れる。

### 性格
本人曰く、「男っぽくサバサバしている」としたうえで「姉（あゆみ）とは正反対」とのこと。また、「余り感情を表に出さないタイプですが、負けず嫌いで内に秘めたる思いは誰にも負けません。」ともしている。

### 趣味・嗜好
- 好きな食べ物はうどんであり、一時期は1日の食事がすべてうどんだったこともある。うどんのなかでも特に釜玉うどんが1番好きである。
- 最近ハマっていることはロジックやパラレルワールドについて考えること。
- 好きな色は黒と青。
- 前述のとおり理数系であるが、特に百マス計算が好きである。
- 趣味は音楽鑑賞+DVD鑑賞
- プロボウラーの浅田梨奈・渡辺けあきとは親友で、よく買い物や食事に出かけることもある。

### その他
- 座右の銘は「真っ向勝負」「前進あるのみ」
- 珠算1級を所持。
- 夢は「早く賞金を獲得して親孝行すること、シードプロになること、ボウリングで人との輪を広げること」。

## エピソード
- 中学2年の時、姉と比べられるのが嫌で1年程ボウリングをやめる。その後、なんとなく県のジュニア大会に参加しところ、2位という好成績を残す。しかし本人は2番ということが悔しく、再びボウリングの練習を始めることになる。
- 2010年に1歳年上の姉あゆみとともにプロテストを受け、合格する。このときにあゆみは不合格となり、翌2011年に合格したため、プロとしてはよしみの方が1年先輩である。
- あゆみと初めての直接対決はROUND1Cup Ladies 2012の決勝ラウンドロビン第1ゲーム目で実現した。この時は172-237であゆみに軍配が上がっている。
- プロテスト受験を控えた俳優の黒田アーサーに夫の小林哲也とボウリングのレッスンを行ったことがある。

## 主な戦績

### アマチュア

#### 2008年
- 第63回国民体育大会 少年女子の部 団体 2位、個人 2位

### プロ入り後

#### 2010年
- 2010プロボウリングレディース新人戦 Bシフト 30位
- 第33回JLBCクィーンズオープン プリンスカップ 55位

#### 2011年
- 2011プロボウリングレディース新人戦 16位
- 2011東海女子オープンボウリングトーナメント 28位
- 第35回ABSジャパンオープンボウリング選手権 女子ダブルス 12位、女子シングルス 22位
- ポイントランキング 65位

#### 2012年
- 第28回六甲クィーンズオープントーナメント 13位
- 2012プロボウリングレディース新人戦 3位
- 2012東海女子オープンボウリングトーナメント 33位
- 第7回MKチャリティカップ 45位
- ROUND1Cup Ladies 2012 10位
- ABSジャパンオープンボウリング選手権 女子オールエベンツ 54位・クィーンズ 9位
- 第35回JLBCクィーンズオープン プリンスカップ 36位
- 第44回全日本女子プロボウリング選手権大会 13位
- ポイントランキング 27位
- 賞金ランキング 20位
- アベレージ 206.33

#### 2013年
- 第35回関西オープン女子ボウリングトーナメント 43位
- 2013宮崎プロアマオープン トーナメント 41位
- 2013千葉女子オープンボウリングトーナメント 46位
- 第29回六甲クイーンズオープントーナメント 29位
- 2013プロボウリングレディース新人戦 16位
- 第8回MKチャリティカップ 8位
- 第36回JLBCクィーンズオープン プリンスカップ 24位
- ポイントランキング 35位

#### 2014年
- 2014千葉女子オープンボウリングトーナメント 6位
- 中日杯 2014東海女子オープン 29位
- ポイントランキング 29位

#### 2015年
- 2015千葉女子オープンボウリングトーナメント 16位
- 第31回六甲クイーンズオープントーナメント 5位
- ROUND1Cup Ladies 2015 26位
- P★League 第56戦 3位
- ポイントランキング 31位

#### 2016年
- P★League 第60戦 2位
- P★League 第61戦 3位

#### 2018年
- P★League 第11シーズンチャンピオン決定戦 2位

#### 2020年
- 第52回全日本女子プロボウリング選手権大会 優勝

#### 2021年
- APAプレゼンツ2021KINGS＆QUEEN女子　4位

#### 2022年
- 第43回関西オープンボウリングトーナメント女子　16位
- 第54回全日本女子プロボウリング選手権大会　4位

#### 2023年
- ラウンド1グランドチャンピオンシップボウリング2023　9位タイ

- 通算1勝

## 出演
- ボウリング革命 P★League（第35戦‐、BS日テレ）
- 炎の体育会TV（2012年5月21日、TBSテレビ）
- ブラックミリオン（2013年-、テレビ東京）